# Leonid Błat
Leonid Dawydowicz Błat (ros. Леонид Давыдович Блат, ur. 2 lipca 1923 w Piotrogrodzie, zm. 11 kwietnia 2012 w Petersburgu) – radziecki żołnierz, uczestnik wojny z Niemcami.

## Życiorys
Urodził się w żydowskiej rodzinie robotniczej. Skończył 8 klas, pracował w fabryce, w lipcu 1941 ochotniczo zgłosił się na front, od sierpnia brał udział w działaniach bojowych na przedpolach Leningradu, walczył w składzie 1 Dywizji Strzeleckiej Wojsk NKWD ZSRR Zarządu Ochrony Tyłów Wojennych Frontu Leningradzkiego, przemianowanej w sierpniu 1942 na 46 Dywizję Piechoty w składzie Front Leningradzkiego, później Frontu Karelskiego i 2 Białoruskiego. Uczestniczył w obronie Leningradu i przerwaniu blokady Leningradu jako dowódca plutonu łączności, 20 września 1941 został ranny. Jesienią 1944 brał udział w zajmowaniu przez Armię Czerwoną Tartu i Parnu, następnie walczył w Prusach Wschodnich i w Polsce, 14-15 stycznia 1945 uczestniczył w walkach o Ciechanów, później Gdańsk, Meklemburgię i Rugię. W 1947 w stopniu starszyny został zdemobilizowany, w 1949 skończył 10 klas w Leningradzie, później pracował jako inżynier w fabryce.

## Odznaczenia
- Order Sławy I klasy (29 czerwca 1945)
- Order Sławy II klasy (16 lutego 1945)
- Order Sławy III klasy (25 czerwca 1944)
- Order Wojny Ojczyźnianej I klasy (11 marca 1985)
- Order Czerwonej Gwiazdy (14 kwietnia 1945)
- Medal „Za Odwagę” (15 listopada 1942)
- Medal za Odrę, Nysę, Bałtyk (Polska Ludowa)

I inne.